# Звезделин Минков
Вижте пояснителната страница за други личности с името Минков.
Звезделин Цонев Минков е български актьор, имитатор и хуморист. Известен е като един от най-добрите имитатори на Тодор Живков, Георги Парцалев, Григор Вачков, Петър Слабаков, Георги Черкелов, Никола Анастасов, Тодор Колев, Георги Калоянчев, Татяна Лолова и др.

## Биография
Роден е на 10 ноември 1959 в Козлодуй. Завършва актьорско майсторство във ВИТИЗ „Кръстьо Сарафов“ в класа на Елка Михайлова (1979 – 83). Работил е като конферансие и хуморист в Ансамбъл „Магистрали“ към Министерството на транспорта с художествен ръководител Стефан Диомов и солисти Ваня Костова, Росица Ганева и др. Играл е на сцената на Драматичен театър „Димитър Димов“ в Кърджали, Врачанския театър, Ямболския драматичен театър „Невена Коканова“. Бил е конферансие на няколко български цирка. От 2001 г. е актьор на свободна практика.

## Актьорска кариера
- 1985: I място в конкурс на БНР за най-добър имитатор
- Същата година: най-добро изпълнение на произведение на Чудомир в Казанлък

Снимал се е в игралните филми „Летало“ (1980, реж. Огнян Гелинов); „Копнежи по белия път“ (1987, реж. Никола Корабов); „Ударът“ (1981, реж. Борислав Шаралиев); „Иван и Александра“ (1989, реж. Иван Ничев).
- 1986,[2] 1988: водещ на новогодишни програми на БНТ
- 1990: гастрол в Народния театър „Иван Вазов“ в постановката „Сеанс“ на Иван Кулеков
- 1994: издава аудиокасета с 50 мин. хумор „Закачките на Звезделин“

## Писателска кариера
Член на Дружеството на ямболските писатели.
Автор на 3 стихосбирки: Песни за Мария” (1998), „Усещане за вечност“ (2001), „Земни небеса“ (2008).
Включен е в поетичния сборник на Любомир Левчев „SMS поезия“ (2004).
Автор на моноспектаклите „Нема лабаво“, „Аз съм Марко Тотев“.
Автор на 2 сценария за игрални филми: „33 години от живота на един страхливец“ и „Последната изневяра“.
Има неиздаден роман „Животът на един артист“.